# Chloris gayana
A Chloris gayana az egyszikűek (Liliopsida) osztályának perjevirágúak (Poales) rendjébe, ezen belül a perjefélék (Poaceae) családjába tartozó faj.

## Előfordulása
A Chloris gayana eredeti előfordulási területe Afrika. Manapság a Föld legtöbb trópusi és szubtrópusi területeire betelepítették. Részben azért mert kiváló takarmánynövény, és részben jó talajtakaró és földcsuszamlás gátló.

## Megjelenése
Évelő fűféle, melynek magassága élőhelytől és körülménytől függően 50-300 centiméter közötti lehet. Gyökérrendszere akár 425 centiméter mélyre is lenyúlik. Indák (stolo) segítségével terjed. A fürtvirágzata 15 centiméter hosszú.

## Életmódja
A sós- és alkáli talajokat is megtűri. A szárazságot jól bírja.

## Képek

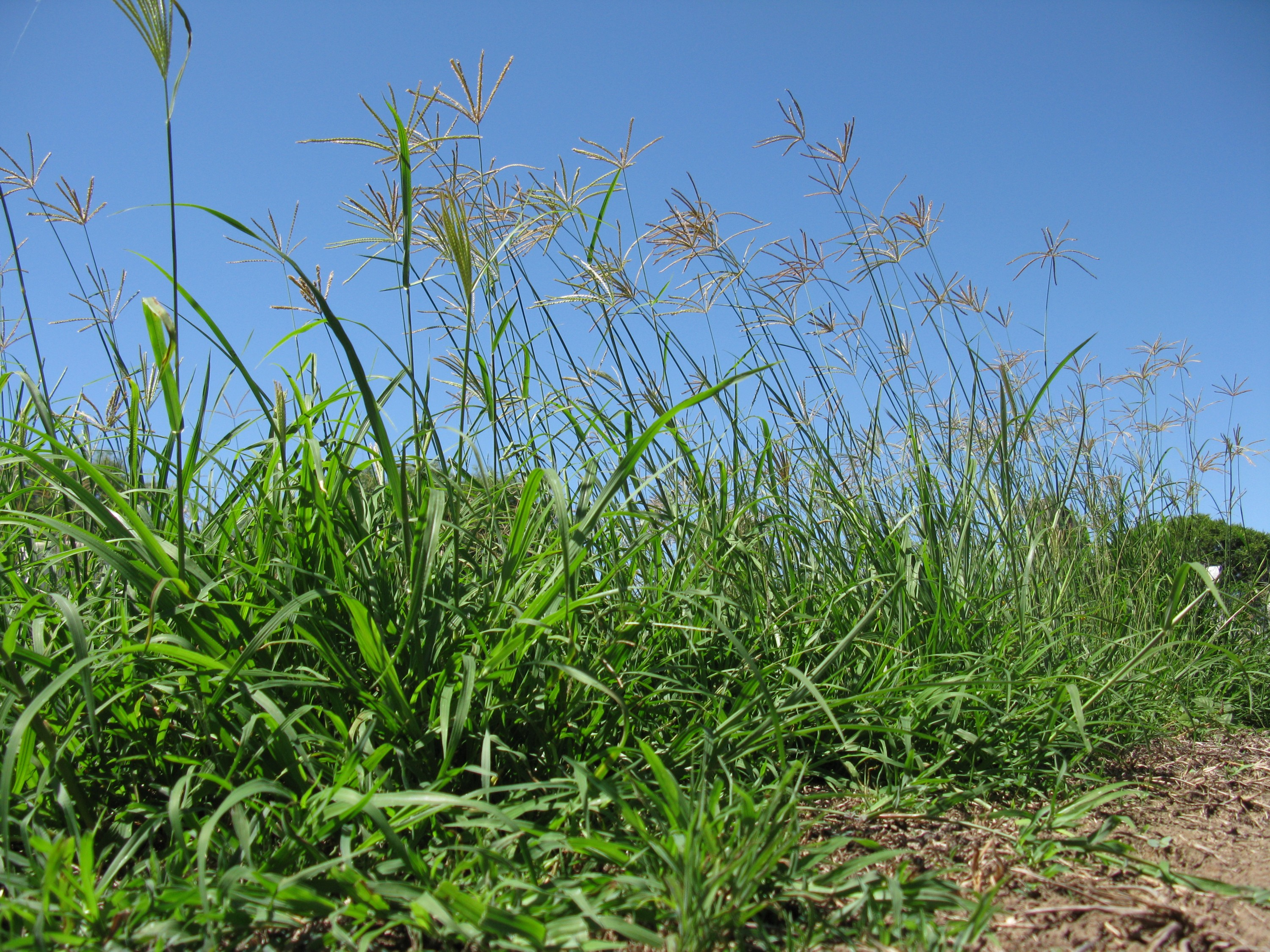
A növény
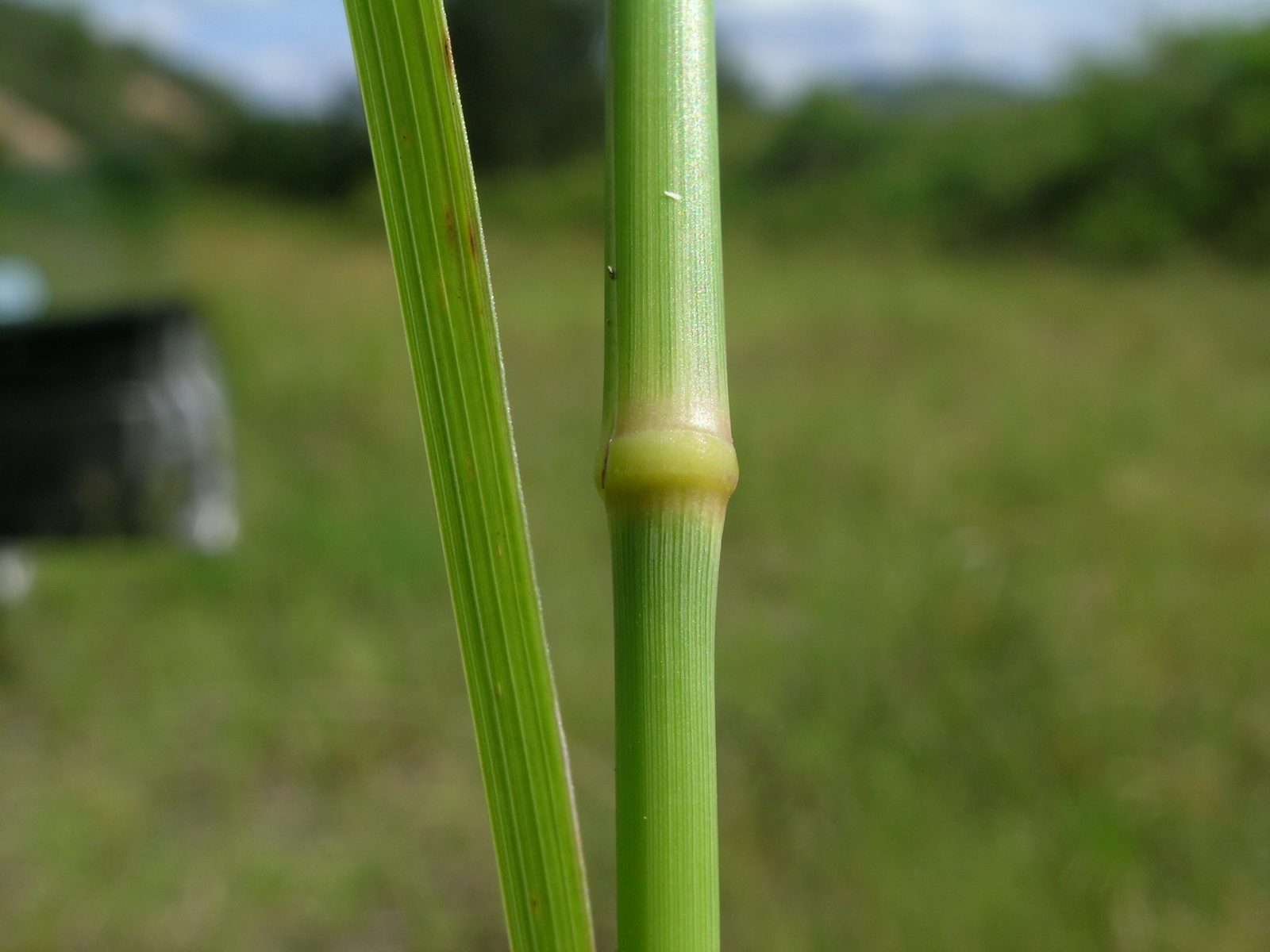
szára,
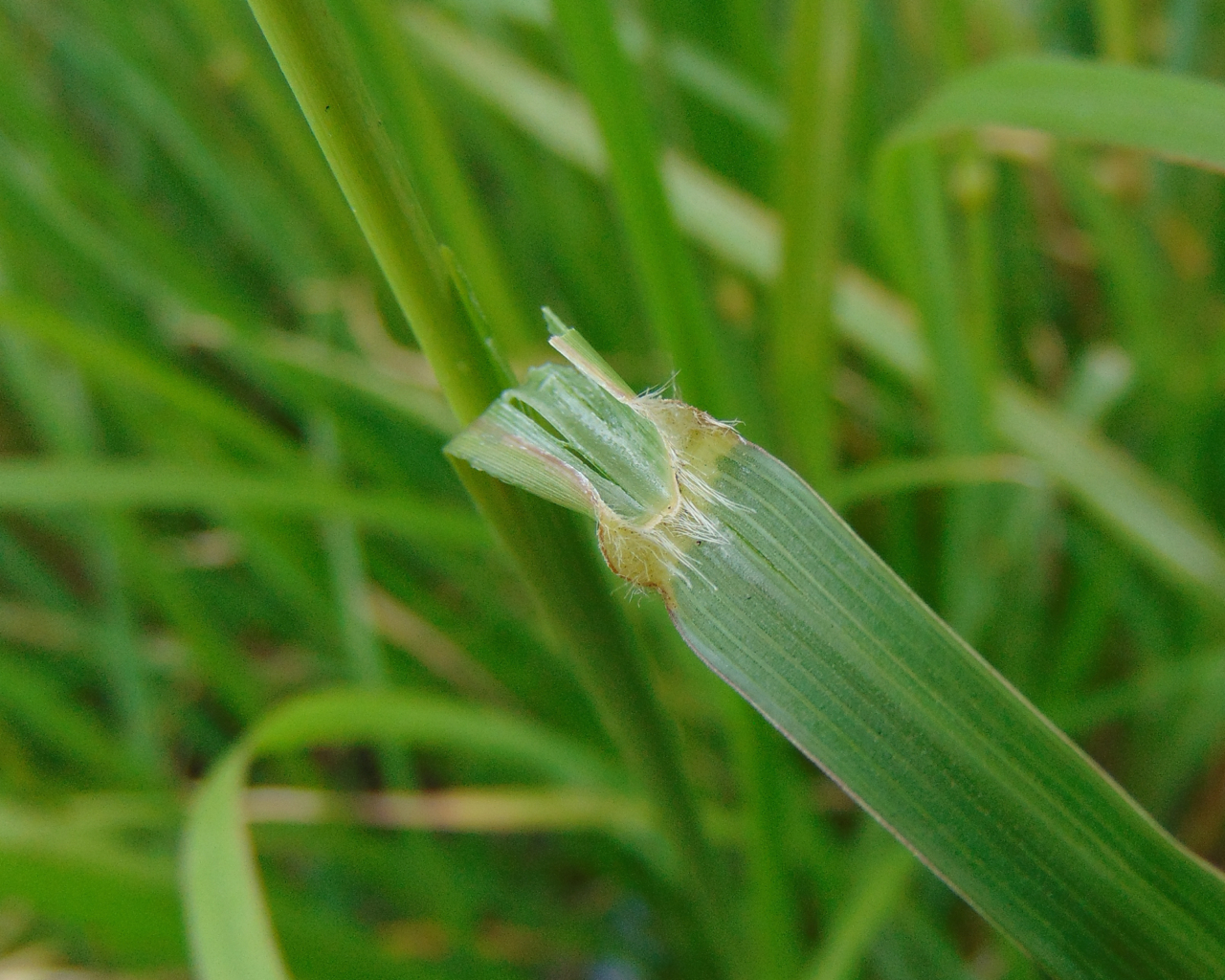
megtört levele,
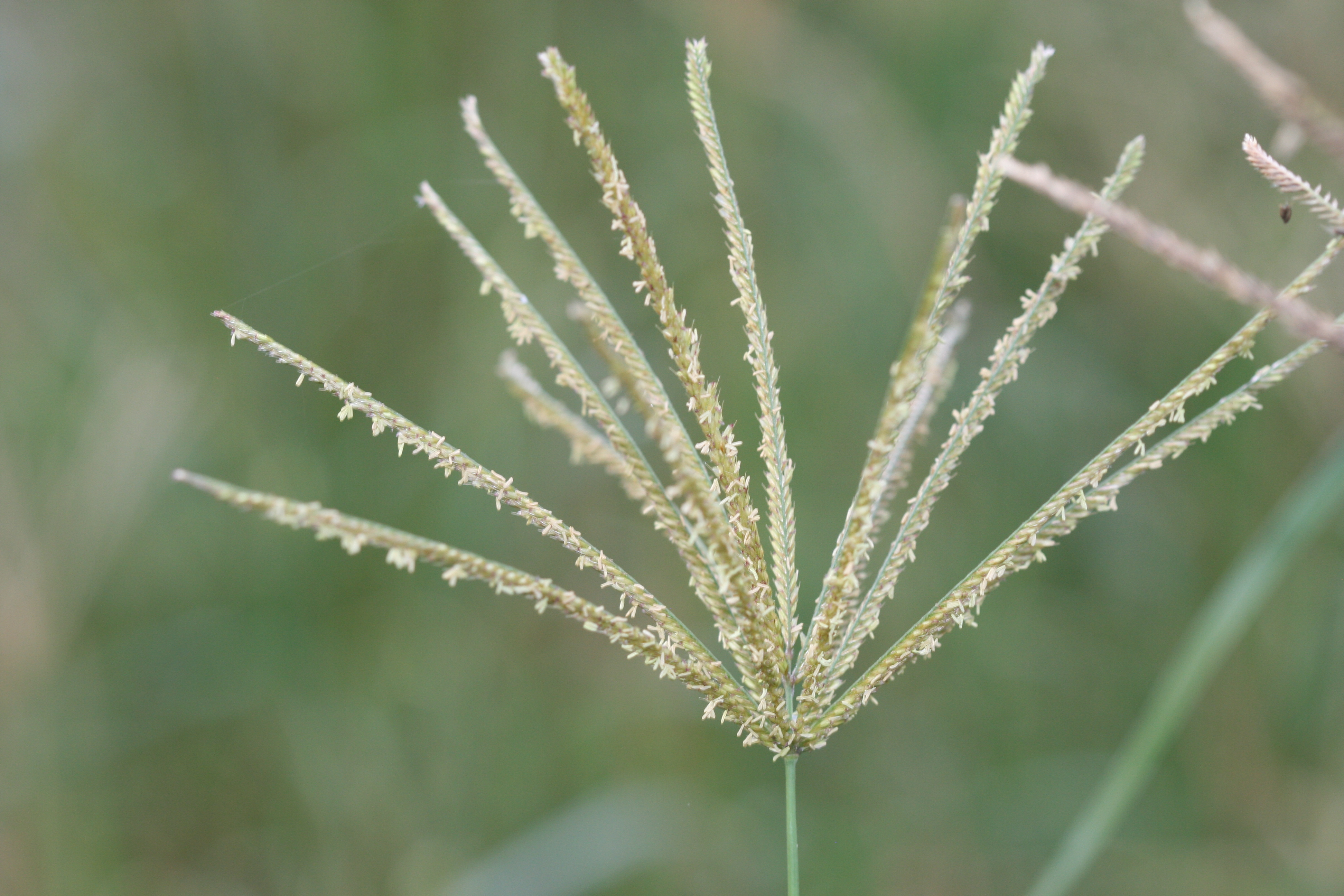
virágzatai
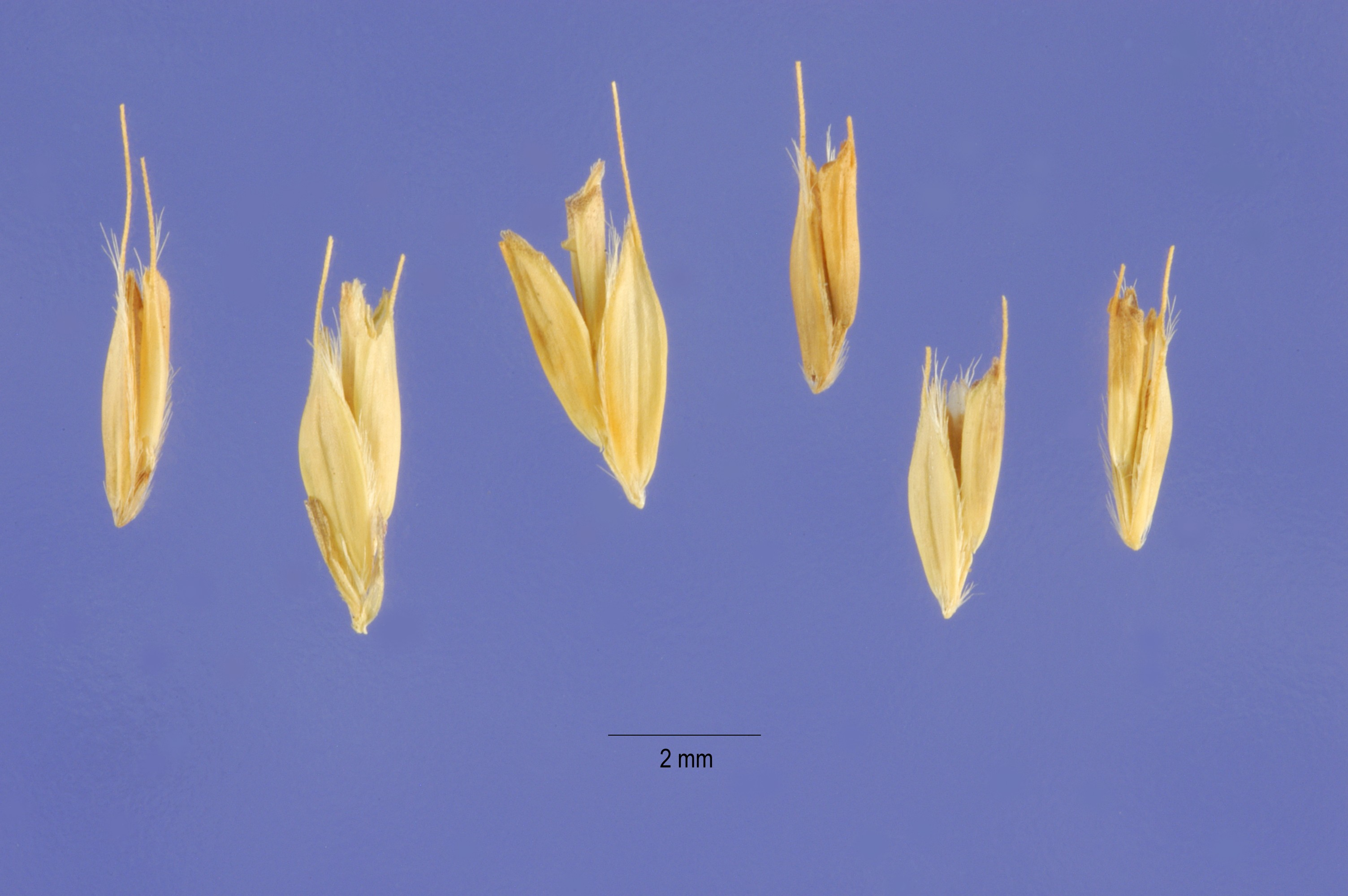
és termései

## Fordítás
- Ez a szócikk részben vagy egészben  a   Chloris gayana című angol Wikipédia-szócikk ezen változatának fordításán alapul.  Az eredeti cikk szerkesztőit annak laptörténete sorolja fel. Ez a jelzés csupán a megfogalmazás eredetét és a szerzői jogokat jelzi, nem szolgál a cikkben szereplő információk forrásmegjelöléseként.